# Marcelo Pimentel
Marcelo Pimentel (Vitória, 13 de setembro de 1925 - 3 de julho de 2018) foi um político brasileiro.
Foi ministro do Trabalho no governo Itamar Franco, de 10 de maio de 1994 a 1 de janeiro de 1995.